# Médecine orthomoléculaire
 (décembre 2018).

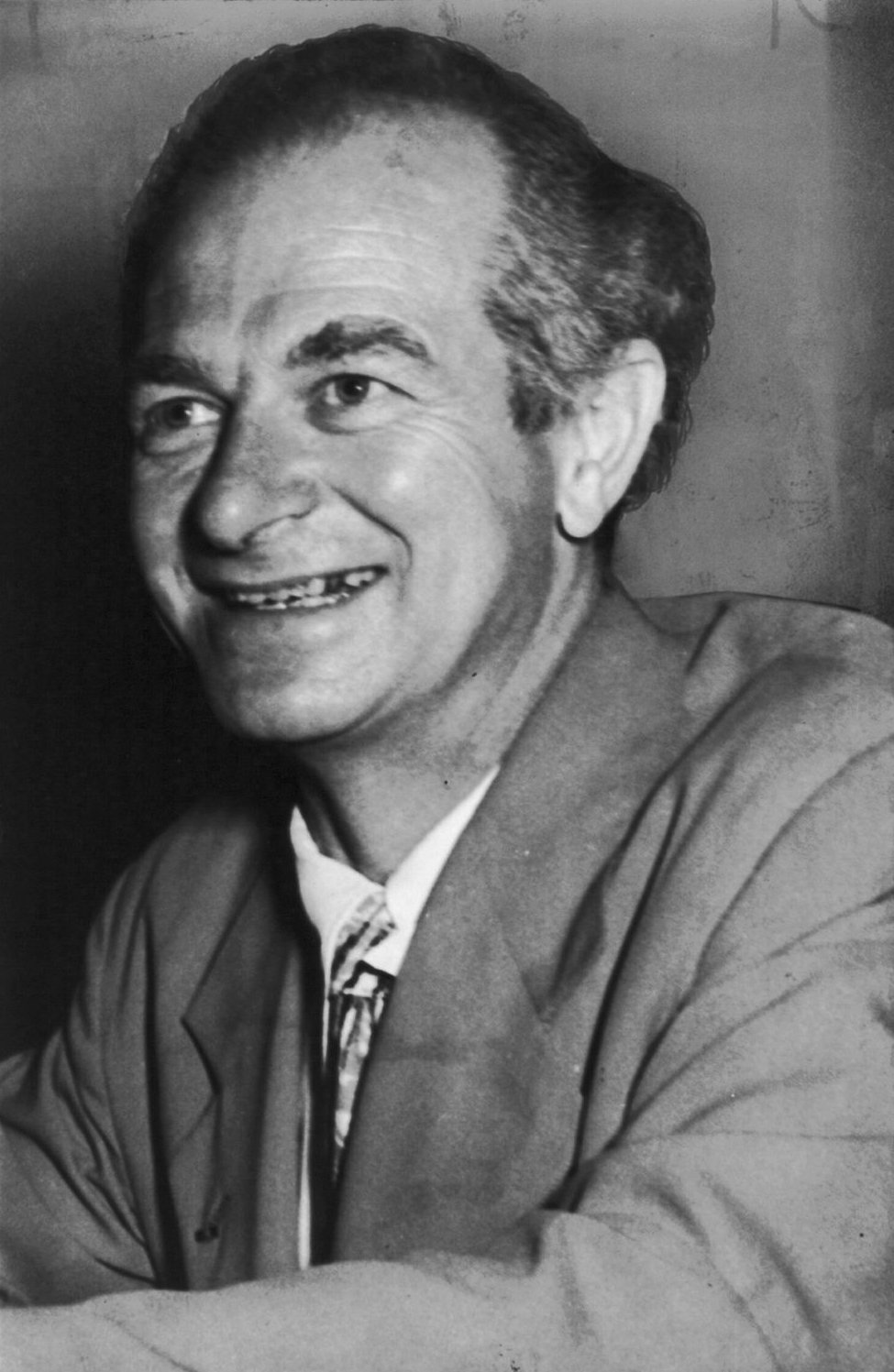
Linus Pauling, inventeur du terme orthomoléculaire.

La médecine orthomoléculaire est une pseudomédecine qui revendique soigner les personnes grâce à l'apport optimal de substances naturellement connues de l'organisme, par opposition à l'utilisation de molécules à effets thérapeutiques créées par l'humain.
Elle insiste sur le rôle de la nutrition et des suppléments alimentaires pour une bonne santé, pouvant remédier à des carences nutritives et soigner des maladies. 
Cette approche thérapeutique est considérée comme pseudo-scientifique, avec une efficacité non prouvée selon la plupart des membres de la communauté médicale,.

## Définition
Le terme « orthomoléculaire » (du grec « orthos » : correct, bon ; et du latin « molekula » : fragment, petite masse) signifie « molécule correcte » au sens « qui n'est pas étrangère au corps humain, qui est biologiquement correcte ». 
Les autres molécules (les principes actifs de la plupart des médicaments) sont vues comme "biologiquement incorrectes". Ainsi, leur similarité chimique avec des substances dites "légitimes" leur permettrait d'interagir avec les molécules du corps, mais n'étant pas totalement identiques aux molécules qu'elles imitent, elles pourraient provoquer des dysfonctionnements (les effets secondaires). D'autre part, leurs effets recherchés relèveraient plus de la "tricherie chimique" que de la suppression des causes de la maladie.

## Histoire
En 1968, Linus Pauling publie dans la revue Science l'article qui donne naissance au mouvement pour une médecine orthomoléculaire : « Orthomolecular Psychiatry. Varying the concentrations of substances normally present in the human body may control mental disease ».  

### Méta-analyses
Une équipe danoise et serbe pilotée par le groupe Cochrane a publié en 2007 une méta-analyse, réactualisée en 2008 puis en 2012, au sujet de la prévention de la mortalité par les supplémentations alimentaires en antioxydants. 
D'après cette étude, les suppléments en antioxydants étaient sans corrélation significative avec la mortalité (RR = 1.02, IC 95 % 0.98-1.06) ;
- une supplémentation avec le bêta-carotène, la vitamine A et la vitamine E était corrélée avec une mortalité accrue.
- la supplémentation en vitamine C et en sélénium (RR = 0.998, IC 95 % 0.997-0.9995) ne pouvait être corrélée avec la mortalité par l'étude et nécessitait des investigations complémentaires.

Dans l'étude de 2012, les auteurs concluent : « Nous n'avons pas trouvé de preuves pour appuyer une supplémentation en antioxydant en prévention primaire ou secondaire. »